# Лукас Гарсиа, Мануэль Бенедикто
Мануэль Бенедикто Лукас Гарсиа (исп. Manuel Benedicto Lucas García; 24 августа 1932 года, Сан-Хуан-Чамелько, деп. Альта-Верапас, Гватемала) — гватемальский военный и политик, бригадный генерал. Младший брат Фернандо Ромео Лукаса Гарсиа, президента Гватемалы в 1978—1982. В 1981—1982 — начальник генерального штаба вооружённых сил Гватемалы. Активный участник гражданской войны. Кандидат в президенты Гватемалы на выборах 1990 года.

## Профессиональный военный
Родился в семье крупного землевладельца. По рождению принадлежит к традиционной гватемальской элите. Окончил Политехническую школу (Военную академию) в Гватемале, получил офицерское звание в инженерных войсках. Прошёл военное обучение в Сен-Сире как десантник-парашютист. Прослушал курсы в Школе Америк, военных вузах Бразилии и Чили.
Бенедикто Лукас Гарсиа придерживается правых политических взглядов. В 1954 году он с оружием в руках поддержал переворот Кастильо Армаса, свержение левого президента Хакобо Арбенса. В качестве офицера, затем генерала гватемальской армии Лукас Гарсиа активно участвовал в гражданской войне на стороне антикоммунистических правительств.

## Генерал гражданской войны
В 1978 году Ромео Лукас Гарсиа — старший брат Бенедикто Лукаса Гарсиа — был избран президентом Гватемалы. Своего младшего брата президент назначил в 1981 году начальником генерального штаба в звании бригадного генерала.
Бенедикто Лукас Гарсиа лично планировал и руководил армейскими операциями против Повстанческих вооружённых сил и Партизанской армии бедных (по его отзывам, вторая структура была лучше подготовлена и оснащена). Использовал изученные в Сен-Сире технологии французской армии времён Алжирской войны, обвинялся в применении «тактики выжженной земли».
В то же время генерал Лукас Гарсиа считал необходимыми не только антипартизанские военные действия, но и политические меры по завоеванию поддержки населения. В местах боевых действий он организовывал строительство дорог, мостов, школ, признавал крестьянскую собственность, завязывал отношения с сельскими общинами.

Я желаю добра Гватемале и люблю свой народ.

Бенедикто Лукас Гарсиа.

Именно Бенедикто Лукас Гарсиа первым инициировал создание проправительственных крестьянских формирований, которые впоследствии развились в массовую систему Патрулей гражданской самообороны. Незадолго до своего ухода с президентского поста Ромео Лукас Гарсиа назначил Бенедикто Лукаса Гарсиа министром обороны Гватемалы .

## Переворот и отставка
23 марта 1982 года генерал Эфраин Риос Монтт совершил военный переворот. Были аннулированы итоги выборов, отстранён от власти Ромео Лукас Гарсиа. Первоначально братья попытались оказать сопротивление, однако отказались от этого намерения, когда солдаты Риоса Монтта взяли на прицел их мать и сестру.
Эфраин Риос Монтт жёстко критиковал правительство Ромео Лукаса Гарсиа за некомпетентность и коррупцию, но готов был оставить его на высоком военном посту. Их политические взгляды, стратегическое и тактическое видение ситуации во многом совпадали (в особенности это касалось Патрулей гражданской самообороны). Однако Лукас Гарсиа отклонил предложения Риоса Монтта. Между генералами состоялся обмен жёсткими репликами.

Я сказал ему: нет. «Будешь убит», — предупредил он. «Если не ты отправишь убийц, то не буду», — сказал я. Он ответил: «Этого никогда от меня не жди».

Бенедикто Лукас Гарсиа

В 1983 году уволился с действительной службы.

## Политик и мемуарист
После возвращения Гватемалы к гражданскому правлению занялся публичной политикой. В 1990 году он баллотировался в президенты, но получил немногим более 1 % голосов.
Гватемальские и испанские правозащитники, в том числе Ригоберта Менчу, требовали его привлечения в судебной ответственности по обвинениям в военных преступлениях и геноциде. Этот вопрос поднимался в 1999 и в 2013 годах, на фоне процесса над Риосом Монттом, однако не получил развития.
Сам он категорически отвергает обвинения, хотя признаёт определённые военные эксцессы. Ответственность за жестокость гражданской войны возлагает на партизан. Собственные действия, политику правительства и тактику армии считает необходимым отпором коммунизму.
Автор военно-политических мемуаров. В 2012 году издал книгу воспоминаний Memorias.